# Dio, come ti amo!
Dio, come ti amo! è un film musicarello del 1966 diretto da Miguel Iglesias.
È ispirato alla canzone omonima di Domenico Modugno che vinse il Festival di Sanremo 1966, eseguita dallo stesso Modugno e da Gigliola Cinquetti, interprete anche del film.

## Trama
Gigliola è una nuotatrice italiana in trasferta spagnola. A seguito di competizione, salva una ragazza iberica (Angela) da sicuro annegamento a seguito di malore. Le due diventano amiche per la pelle. Gigliola tempo dopo torna in Spagna. Tra Luis, fidanzato di Angela, e Gigliola nasce un'intesa amorosa non dichiarata da entrambi. Finita la trasferta nella penisola iberica, la nuotatrice italiana torna a casa tra dubbi e bugie. I problemi sono il sentimento non manifesto di Luis ed il casato nobiliare dichiarato all'amica spagnola. Gigliola Di Francesco in realtà è figlia di domestici al contrario di Luis ed Angela. Tempo dopo, Gigliola riceve telegramma inaspettato dalla Spagna: Angela preannuncia l'arrivo a Napoli. Assente il principe, i genitori ed il fratello di Gigliola fingono di essere i nobili titolari della sfarzosa villa. Il musicarello tra equivoci vari continua sino all'inatteso ritorno del principe. Tutto si conclude per il meglio e con una serie di matrimoni: Gigliola con Luis, Angela con il fratello di Gigliola ed il principe con una nobildonna.